# Paul Anghel (chirurg)
Paul Anghel (n. 30 noiembrie 1869, Iași – d. 5 aprilie 1937, Iași) a fost un medic chirurg, profesor universitar la Facultatea de Medicină din Iași.

## Biografie
Paul Anghel, fratele poetului Dimitrie Anghel, a început studiile de medicină la Facultatea de Medicină din Iași, transferându-se, în 1890, la Facultatea de Medicină din București. În 1893 pleacă la Paris unde se specializează în chirurgie în serviciile profesorilor Adolphe Jallaguier, Vincent Georges Bouilly și Paul Reclus. Devine doctor în medicină și chirurgie al Facultății de Medicină din Paris în 1897, cu teza intitulată „Etude sur la pathologic de l'apendicite”.
Revine în țară și lucrează pe perioade scurte de timp la Spitalul Militar Central din București, la Spitalul „Carmen Sylva” și la Spitalului din Broșteni (Neamț). Este numit chirurg secundar în serviciul profesorului Constantin Botez la Iași și, în 1903, după ce își susține teza de docență cu un studiu asupra protezelor, este numit șef de clinică în serviciul profesorului Leon Sculy Logothetides. Devine medic primar al Spitalului „Sf. Spiridon” și îndeplinește funcția de profesor de clinică, operând pentru o perioada (1908 - 1913) și la Spitalul Israelit din Iași. Paul Anghel este numit în 1922 profesor titular al Catedrei de Patologie externă și, din 1931, după plecarea la București a profesorului Nicolae Hortolomei devine șeful Clinicii I-a Chirurgie, unde funcționează până în 1937. Paul Anghel a fost membru fondator al Societatea Române de Chirurgie în 1898. A fost decorat în 1906 cu Ordinul „Coroana României” în grad de Cavaler.